# Armin Sinančević
Armin Sinančević (en serbe : Армин Синанчевић), né le 14 août 1996 à Prijepolje, est un athlète serbe, spécialiste du lancer du poids.

## Biographie
Il atteint la finale des championnats du monde 2019 mais aucune de ses trois marques n'est mesurée.
En 2021, il établit de nouveaux records de Serbie en réalisant 21,25 m en salle le 24 février 2021 à Belgrade, puis 21,88 m en plein air le 1er mai 2021 à Bar, au Monténégro. Il prend la 6e place des championnats d'Europe en salle 2021.
Il se classe 7e des Jeux olympiques de 2020, à Tokyo, avec la marque de 20,89 m.
En 2022 il remporte les Jeux méditerranéens, avec un lancer à 21,29 m.

## Palmarès
| Date | Compétition                    | Lieu     | Résultat | Temps   |
| ---- | ------------------------------ | -------- | -------- | ------- |
| 2021 | Championnats d'Europe en salle | Toruń    | 6e       | 20,74 m |
| 2021 | Jeux olympiques                | Tokyo    | 7e       | 20,89 m |
| 2022 | Jeux méditerranéens            | Oran     | 1er      | 21,29 m |
| 2022 | Championnats d'Europe          | Munich   | 2e       | 21,39 m |
| 2023 | Championnats du monde          | Budapest | 9e       | 20,78 m |

## Records
| Épreuve                  | Temps        | Lieu     | Date            |
| ------------------------ | ------------ | -------- | --------------- |
| Lancer du poids          | 21,88 m (NR) | Bar      | 1er mai 2021    |
| Lancer du poids en salle | 21,25 m (NR) | Belgrade | 24 février 2021 |